# Louis-Joseph Le Lorrain
Louis-Joseph Le Lorrain (Parigi, 19 marzo 1715 – San Pietroburgo, 24 marzo 1759) è stato un pittore, incisore e decoratore francese.

## Biografia

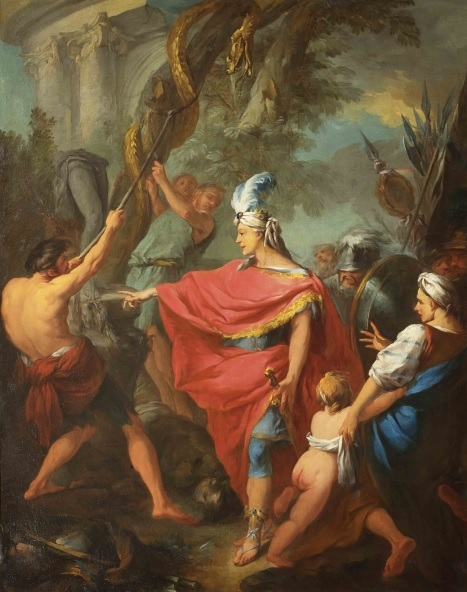
Ezechia fa a pezzi il serpente di bronzo, 1739, Strasburgo, Museo di belle arti

Le Lorrain studiò dapprima pittura nello studio di Jacques Dumont, detto Il Romano, poi vinse il Prix de Rome nel 1739, che lo portò a viaggiare in Italia e soggiornare all'Accademia di Francia a Roma tra il dicembre 1740 e il marzo 1749. Studiò architettura antica e realizzò dipinti di paesaggi che rappresentavano architetture fantastiche come per esempio il Capriccio architettonico del 1748 (Parigi, Museo del Louvre), che mostrano un'ispirazione dal Piranesi. Progettò architetture effimere e scenografie per le Macchine delle feste annuali della Chinea (celebrazioni comiche che si svolgevano a Roma, parodiando i costumi e le usanze della Cina), tra il 1745 e il 1747. Eseguì alcune rappresentazioni dipinte, tra cui Tre figure vestite per una mascherata, negli anni 1740 (Washington, The National Gallery of Art). Dipinse anche nature morte, come la Natura morta di fiori e frutta del 1743, esposta nel Museo delle Belle Arti di Caen.
Tornato a Parigi nel 1750, venne ammesso all'Accademia reale di pittura e scultura il 29 gennaio 1752, poi accolto all'Accademia il 24 luglio 1756, come pittore di scene storiche, per la sua composizione Amore trasforma la ninfa Peristera in una colomba. Espone dipinti religiosi e mitologici ai Saloni del 1753, 1755 e 1757. Incontra il conte di Caylus, con il quale inizia la ricerca sulle tecniche della pittura a encausto, per riscoprire i procedimenti pittorici degli antichi pittori romani. Fu così che espose al Salon del 1755 due dipinti realizzati con questa tecnica: una Natura morta di fiori e una Figura in costume. Questa riscoperta delle tecniche antiche si iscrive nel contesto del ritorno alle fonti classiche al quale partecipò attivamente il conte di Caylus e di cui Le Lorrain fu precursore, in particolare nello sviluppo del "gusto greco" che trionfò negli anni '60 del Settecento e che prefigurò lo stile neoclassico. Così Le Lorrain propose i disegni e progettò gli elementi d'arredo del celebre "gabinetto greco" (1756 - 1758) della dimora privata di Ange-Laurent de Lalive de July. Nel 1754 ricevette anche un incarico dall'ambasciatore svedese Carl-Gustaf Tessin per la progettazione delle decorazioni della sua residenza ad Akerö, in Svezia.
Praticando anche l'incisione, aiutò Julien-David Le Roy nella realizzazione di disegni dei monumenti dell'antica Grecia, destinati a essere incisi e pubblicati ne Le Rovine dei più bei monumenti di Grecia (1758). Lavorò anche alla realizzazione di disegni e cartoni per la fabbrica di arazzi di Aubusson.
Nel 1758 fu convocato a San Pietroburgo dall'imperatrice Elisabetta di Russia per fondare un'accademia d'arte e viene citato come "Primo pittore dell'imperatrice di tutte le Russie, direttore della sua Accademia di pittura, scultura e architettura a San Pietroburgo". Fu nella capitale russa che contrasse la polmonite e morì nel 1759 a 44 anni. Louis Jean François Lagrenée gli succedette in questi due incarichi in Russia prima di tornare a Parigi nel 1763.

## Opere

### Dipinti
- Ezechia fa a pezzi il serpente di bronzo, Strasburgo, Museo di Belle Arti
- Natura morta di fiori e frutti, 1743, Caen, museo di belle arti
- Tre figure vestite per una mascherata, anni 1740, Washington, National Gallery of Art
- Capriccio architettonico, 1748, Parigi, Museo del Louvre
- Amori che giocano con delle colombe, 1756, Châlons-en-Champagne, museo di belle arti e d'archeologia